# Issaga Diallo
Issaga Diallo (Goudiry, 26 gennaio 1987) è un ex calciatore senegalese naturalizzato francese, di ruolo difensore.

## Carriera
Fa il suo esordio in massima serie svizzera con la maglia del Servette durante la partita del 17 luglio 2011 contro il Thun (sconfitta in casa per 2-1).